# Clymeniida
Ordre
Les Clymeniida (clyménies en français) forment un ordre éteint d'Ammonoidea caractérisées au sein de ces dernières par la position dorsale de leur siphon.
Des clyménies ont été découvertes en Europe, en Afrique du Nord, au Kazakhstan et en Australie. Elles ont vécu de la fin la fin du Dévonien au tout début du Carbonifère, il y a environ entre 380 et 350 Ma (millions d'années).

## Description
Ce sont des Ammonoidea de petite taille, de quelques centimètres de diamètre, avec des lignes de sutures simples, du même type que celle des Goniatites, caractéristiques des Ammonoidea du Paléozoïque. La position dorsale du siphon distingue les clyménies des autres groupes d'Ammonoidea.

## Taxinomie
L'ordre des Clymeniida montre une très grande diversité de formes.
La classification classique de 1957 a été modifiée plusieurs fois. La base de données spécialisée dans les Ammonoidea du Paléozoïque, « GONIAT » donne la classification suivante :
Clymeniida :
- Sous-ordre Clymeniina Hyatt, 1884
  - Super-famille Clymeniaceae Edwards, 1849
    - Famille Clymeniidae Edwards, 1849
      - Genre Aktuboclymenia Bogoslovsky, 1979
      - Genre Clymenia Münster, 1834

    - Famille Kosmoclymeniidae Korn et Price, 1987
      -         - Sous-famille Kosmoclymeniinae Korn et Price, 1987
          - Genre Kosmoclymenia Schindewolf, 1949
          - Genre Linguaclymenia Korn et Price, 1987
          - Genre Lissoclymenia Korn et Price, 1987
          - Genre Muessenbiaergia Korn et Price, 1987

        - Sous-famille Rodeckiinae Korn 2002
          - Genre Franconiclymenia Korn et Price, 1987
          - Genre Protoxyclymenia Schindewolf, 1923
          - Genre Rodeckia Korn, 2002

  - Super-famille Gonioclymeniaceae Hyatt, 1884
    - Famille Costaclymeniidae Ruzhencev, 1957
      - Genre Costaclymenia  Schindewolf, 1920
      - Genre Endosiphonites Ansted, 1838

    - Famille Gonioclymeniidae Hyatt, 1884
      - Genre Finiclymenia Price and Korn 1989
      - Genre Gonioclymenia Sepkoski, Jr., 2002
      - Genre Kalloclymenia Wedekind, 1914
      - Genre Leviclymenia Korn, 2002
      - Genre Mesoclymenia Bogoslovsky, 1981

    - Famille Sellaclymeniidae Schindewolf, 1923
      - Genre Sellaclymenia Sepkoski, Jr., 2002

    - Famille Sphenoclymeniidae Korn, 1992
      - Genre Medioclymenia Korn, 2002
      - Genre Sphenoclymenia Schindewolf, 1920

  - Super-famille Platyclymeniaceae Wedekind, 1914
    - Famille Glatziellidae Schindewolf, 1928
      - Genre Glatziella Renz, 1914
      - Genre Liroclymenia Czarnocki, 1989
      - Genre Postglatziella Schindewolf, 1937
      - Genre Soliclymenia Schindewolf, 1937

    - Famille Piriclymeniidae Korn, 1992
      - Genre Ornatoclymenia Bogoslovsky, 1979
      - Genre Piriclymenia Schindewolf, 1937
      - Genre Sulcoclymenia Schindewolf, 1923

    - Famille Platyclymeniidae Wedekind, 1914
      -         - Sous-famille Nodosoclymeniinae Korn, 2002
          - Genre Czarnoclymenia Korn, 1999
          - Genre Nodosoclymenia Czarnocki, 1989
          - Genre Stenoclymenia Lange, 1929

        - Sous-famille Platyclymeniinae Wedekind, 1914
          - Genre Fasciclymenia Korn and Price, 1987
          - Genre Platyclymenia Sepkoski, Jr., 2002
          - Genre Progonioclymenia Schindewolf, 1937
          - Genre Spinoclymenia Bogoslovsky, 1962
          - Genre Trigonoclymenia Schindewolf, 1934
          - Genre Varioclymenia Wedekind, 1908

        - Sous-famille Pleuroclymeniinae Korn, 2002
          - Genre Borisiclymenia Korn, 2002
          - Genre Nanoclymenia Korn, 2002
          - Genre Pleuroclymenia Schindewolf, 1934
          - Genre Trochoclymenia Schindewolf, 1926

  - Super-famille Wocklumeriaceae Schindewolf, 1937
    - Famille Parawocklumeriidae Schindewolf, 1937
      - Genre Kamptoclymenia Schindewolf, 1937
      - Genre Parawocklumeria Schindewolf, 1926
      - Genre Tardewocklumeria Becker, 2000
      - Genre Triaclymenia Schindewolf, 1937

    - Famille Wocklumeriidae Schindewolf, 1937
      - Genre Epiwocklumeria Schindewolf, 1937
      - Genre Kielcensia Czarnocki, 1989
      - Genre Synwocklumeria Librovitch, 1957
      - Genre Wocklumeria Wedekind, 1918
- Sous-ordre Cyrtoclymeniina Korn, 2002
  - Super-famille Biloclymeniaceae Bogoslovsky, 1955
    - Famille Biloclymeniidae Bogoslovsky, 1955
      - Genre Biloclymenia Schindewolf, 1923
      - Genre Dimeroclymenia Czarnocki, 1989
      - Genre Kiaclymenia Bogoslovsky, 1965
      - Genre Rhiphaeoclymenia Bogoslovsky, 1965

    - Famille Pachyclymeniidae Korn, 1992
      - Genre Pachyclymenia Schindewolf, 1937
      - Genre Uraloclymenia Bogoslovsky, 1977

  - Super-famille Cyrtoclymeniaceae Hyatt, 1884
    - Famille Carinoclymeniidae Bogoslovsky, 1975
      - Genre Acriclymenia Bogoslovsky, 1975
      - Genre Carinoclymenia Bogoslovsky, 1965
      - Genre Karaclymenia Bogoslovsky, 1983
      - Genre Pinacoclymenia Bogoslovsky, 1975

    - Famille Cymaclymeniidae Hyatt 1884
      -         - Sous-famille Cymaclymeniinae Hyatt, 1884
          - Genre Cymaclymenia Sepkoski, Jr., 2002
          - Genre Laganoclymenia Bogoslovsky, 1979
          - Genre Procymaclymenia Korn, 2002
          - Genre Rodachia Korn, 2002

        - Sous-famille Genuclymeniinae Korn, 2002
          - Genre Flexiclymenia Czarnocki, 1989
          - Genre Genuclymenia Wedekind, 1908
          - Genre Siekluckia Czarnocki, 1989

    - Famille Cyrtoclymeniidae Hyatt, 1884
      - Genre Cyrtoclymenia Sepkoski, Jr., 2002
      - Genre Hexaclymenia Schindewolf, 1923
      - Genre Praeflexiclymenia Czarnocki, 1989
      - Genre Pricella Korn, 1991
      - Genre Protactoclymenia Wedekind, 1908

    - Famille Rectoclymeniidae Schindewolf, 1923
      - Genre Cteroclymenia Bogoslovsky, 1979
      - Genre Falciclymenia Schindewolf, 1923
      - Genre Karadzharia Korn, 2002
      - Genre Rectoclymenia Wedekind, 1908
- Sous-ordre Incertae sedis
  - Genre Borkinia
  - Genre Gyroclymenia
  - Genre Kazakhoclymenia
  - Genre Miroclymenia
  - Genre Schizoclymenia